# Мирзоев, Керем Аршад оглы
Керем Аршад оглы Мирзоев (азерб. Kərəm Ərşad oğlu Mirzəyev; 20 мая 1960, Губадлы — 1 октября 1992, Mazutlu, Лачинский район) — военнослужащий Вооружённых сил Республики Азербайджан, офицер полиции. Национальный герой Азербайджана (1993).

## Биография
Родился Керем Мирзоев 20 мая 1960 года в селе Ханлык, Губадлинского района, Азербайджанской ССР. В 1977 году, после окончания средней школы в родном селе, он на протяжении года работал рабочим в Управлении по эксплуатации дорог в Губадлинском районе. В 1978 году, успешно сдав вступительные экзамены, поступил в Азербайджанский инженерно-строительный институт. В 1983 году, окончив инженерный факультет строительства водных сооружений, вернулся в родной Губадлы. С 1983 по 1985 годы проходил срочную военную службу в рядах Советской армии в танковых войсках в Архангельской и Мурманской областях. После демобилизации из армии, до 1990 года работал на различных должностях в строительном управлении № 21. Был известен как квалифицированный специалист.
В 1990 году начал работать полевым комиссаром в Губадлинском районном отделе полиции. Вскоре ему присвоили звание старшего лейтенанта. Затем, Министерство внутренних дел республики направило молодого офицера полиции на учебу в Калининградский факультет при Высшей юридической заочной школе МВД СССР. Он был принят сразу на второй курс. Однако, развал СССР не повзолил ему завершить обучение, Керем возвратился в родные края.

### Карабахский конфликт
С первых дней, начала армяно-азербайджанского противостояния Керем принимал участие в защите суверенитета Азербайджанской Республики. Он принял участие в ожесточённых боевых операциях в сёлах Новлу, Сейтас, Верхний и Нижний Кармиклы, Аин, Аликулиушагы и других приграничных сёлах района. В 1991 году он вместе с сослуживцами сумел обезвредить пять укреплённых постов противника, расположенных в селе Шурнух. Большая заслуга Керема была и при проведении военной операции «Laləzar». В ходе этой операции в апреле 1992 года был разгромлен отряд противника под командованием Гарегина. Тело командира этого отряда обменяли на 30 азербайджанских пленных.
В результате двухдневных ожесточённых боев в селе Мазутлу Лачинского района солдаты Национальной армии вынудили противника отступить. Получив дополнительные силы, противник окружил отряд полиции, в котором находился Керем Мирзоев. Спасая товарищей-бойцов, попавших в окружение, Керем 1 октября 1992 года был смертельно ранен и погиб на поле боя.
Керем был женат, воспитывал сына.

## Память
Указом Президента Азербайджанской Республики № 599 от 11 мая 1993 года Керему Аршад оглы Мирзоеву было присвоено звание Национального героя Азербайджана (посмертно).
Похоронен в родном селе Ханлык Губадлинского района.
Имя Национального героя Азербайджана присвоено Ханлыкской сельской средней школе, которая в настоящее время функционирует в городе Сумгаит.